# Pachybrachis texanus
Pachybrachis texanus är en skalbaggsart som beskrevs av Bowditch 1909. Pachybrachis texanus ingår i släktet Pachybrachis och familjen bladbaggar. Inga underarter finns listade i Catalogue of Life.